# HC Essen 99

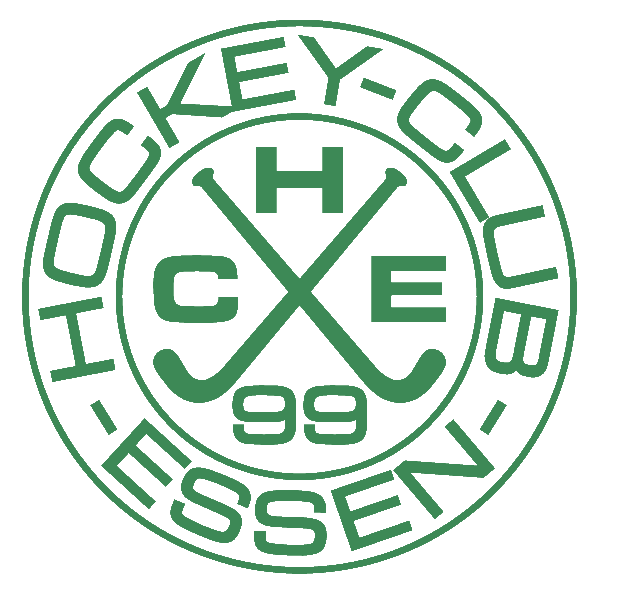
Offizielles Logo des HC Essen 99

Der Hockey Club Essen 1899 ist einer der vier Hockeyclubs der nordrhein-westfälischen Stadt Essen.
Bekannt ist der in den Farben Grün-Weiß spielende Verein hauptsächlich durch seine Damenmannschaft, die zeitweise in der Halle in der Bundesliga spielte.
Der Verein ging ursprünglich aus der am 3. März 1922 gegründeten Hockeyabteilung des Essener Sportvereins 1899 hervor. Am 14. November 1969 wurde aus finanztechnischen Gründen dann unter dem Namen „Hockey-Club Essen 1899 e. V. in der Essener Sportgemeinschaft 99/06 e. V.“ eine selbständige Abteilung gegründet. Sein erstes Spiel bestritt der Club am 5. Juni 1922 gegen Westfalia Herne.
Sportliche Höhepunkte der Herrenmannschaften stellten die Aufstiege in die 2. Bundesliga Feld und Halle Ende der 1990er-Jahre dar. Heute spielt das Herrenteam jeweils in der Regionalliga West.